# Caraïbisch-Spaans

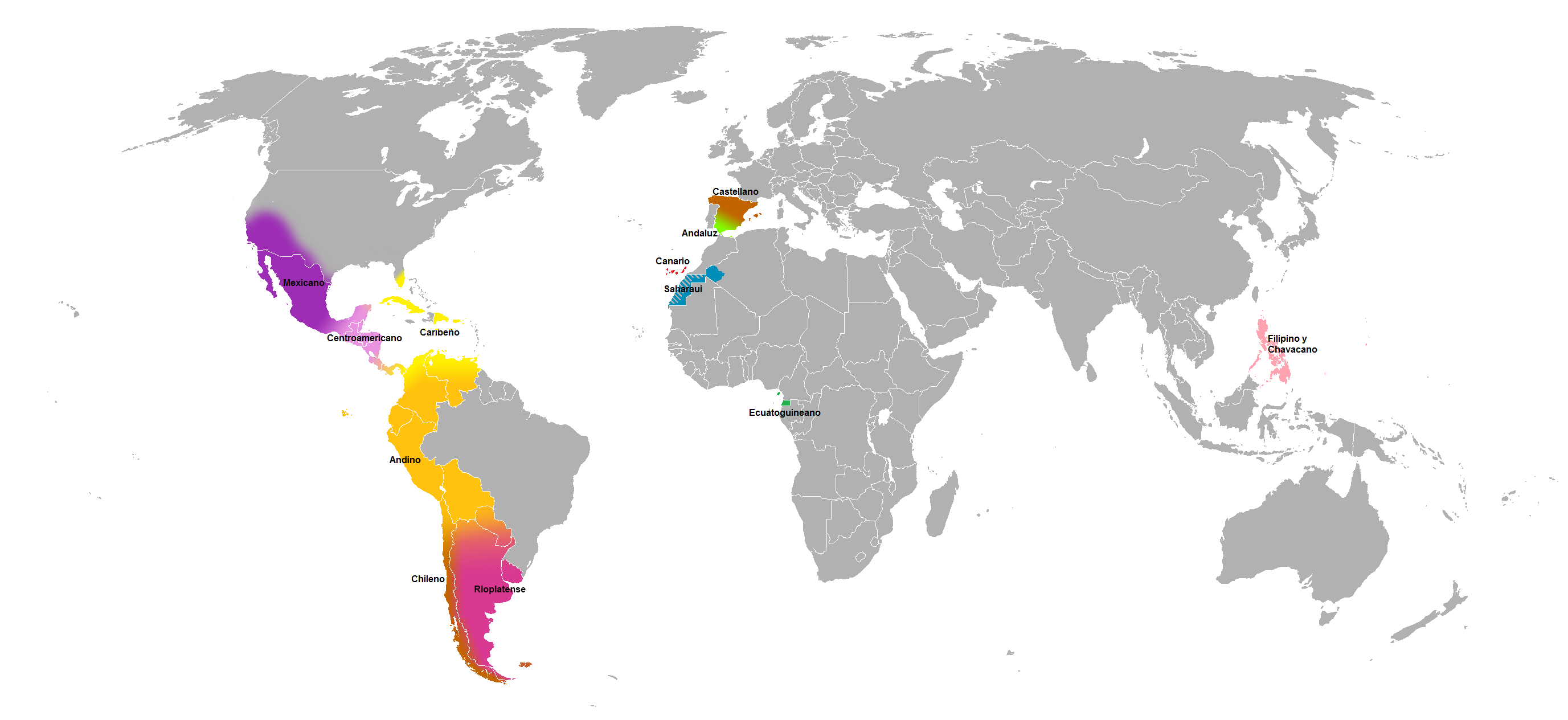
Spaanstalige gebieden, waaronder de caraïben.

Het Caraïbisch-Spaans (Spaans: Español caribeño) is een dialect van het Spaans en is dominant in het Spaanstalig Caraïbisch gebied. Het wordt gesproken in Cuba, de Dominicaanse Republiek, Puerto Rico, en de Atlantische kustgebieden van Colombia, Venezuela en Panama en door de Spaanstalige inwoners van de kleinere Caraïbische eilanden, hoewel het duidelijke regionale verschillen kent. Het is ook het meest gehoorde dialect in Miami en New York in de Verenigde Staten en ook door salsa-, merengue-, bachata- en reggaetonzangers het meest gebruikte Spaanse dialect.
Het Caraïbisch-Spaans heeft grote invloed ondergaan van het Andalusisch en Canarisch-Spaans, van Afrikaanse talen en van het Taíno.

## Andalusische en Canarische oorsprong
Sinds het begin van de Spaanse kolonisatie van Amerika is er een grote, vrij constante stroom van Andalusische en Canarische emigranten geweest naar het continent. Vooral in de 19e en 20e eeuw zijn veel Canariërs naar het Caraïbisch gebied getrokken. Uiteraard hebben zij op die manier een grote, blijvende invloed gehad op de ontwikkeling van het Spaans in het gebied.
Zoals ook gebruikelijk in Andalusië en op de Canarische eilanden gebruikt men in het Caraïbisch gebied het persoonlijk voornaamwoord vosotros (jullie) niet, in plaats daarvan wordt ustedes (in Spanje de meervoudsvorm van 'u') gebruikt. Vergeleken met het Standaardspaans zijn er verder duidelijke verschillen in uitspraak en woordenschat.

## Uitspraak
Qua uitspraak zijn er vaak regionale verschillen en vaak ook 'klasseverschillen'. Niet alle afwijkingen komen overal in de regio en onder de gehele bevolking voor.
De uitspraak van de 'j' ligt dichter bij de 'h' dan bij de 'g' (zoals gebruikelijk in Standaardspaans). De 'll' en de 'y' worden beide uitgesproken als 'j', het zogenaamde yeísmo. In Cuba, Puerto Rico en de Dominicaanse Republiek worden de 'll' en 'y' vaak zelfs uitgesproken als 'dj'.
Vaak wordt de 's' niet uitgesproken (ingeslikt); estamos wordt bijvoorbeeld uitgesproken als e'tamo'. In het Caraïbisch gebied kent men ook het seseo, waarbij de 'c' en 'z' uitgesproken worden als de 's', in tegenstelling tot de (in Spanje) gebruikelijke Engelse 'th'.
De 'gu', de 'b' en de 'v', die in het Castiliaans als 'b' wordt uitgesproken, worden vaak als 'w' uitgesproken.
Verder wordt de ‘n’ aan het eind van een woord uitgesproken als een ‘ng’, een veelvoorkomende klank in verscheidene West-Afrikaanse talen. Dicen klinkt dan als diceng. Een ander bekend verschijnsel is het veel frequentere gebruik van verkleinwoorden die worden gevormd met –ito en –ita aan het eind. chico wordt chiquito of zelfs chiquitito (jongen, jongetje, klein jongetje).

## Woordenschat
De woordenschat van het Caraïbisch-Spaans is sterk beïnvloed door het Canarische dialect, Taínowoorden en woorden uit Afrikaanse talen. Uit het Canarisch komt bijvoorbeeld het woord guagua (autobus).
De Taínotaal komt tegenwoordig nog het meest naar voren in plaatsnamen zoals Camagüey in Cuba, en gerechten zoals yuca (cassave).
Voorbeelden van Afrikaanse woorden zijn bemba (dikke lip), chévere (uitstekend, geweldig) en burundanga (geneesmiddel Hyoscine /Scopolamine). 
Recenter is, evenals in andere variëteiten van het Spaans in Latijns-Amerika, de invloed van het Engels vanuit de cultureel invloedrijke VS. Een computer wordt bijvoorbeeld computadora genoemd, in tegenstelling tot het Spaanse ordenador en dvd wordt uitgesproken als di-vi-di, terwijl in Spanje de-uve-de gebruikelijk is. Een mobiele telefoon wordt celular genoemd terwijl men het in Spanje een móvil noemt. Ook wordt soms het Engelse woord chance (kans) gebruikt, in plaats van oportunidad.
Andes-Spaans · Caraïbisch-Spaans · Centraal-Amerikaans Spaans · Chileens-Spaans · Colombiaans Spaans · Dominicaans-Spaans · Mexicaans-Spaans · New Mexico-Spaans · Panamees-Spaans · Spaans van de Peruaanse Kust · Rioplatensisch-Spaans · Yucateeks Spaans 
Zie ook: Ladino · Portuñol · Spaans in de Verenigde Staten